# Когда-нибудь (фильм, 2011)
«Когда-нибудь» (яп. 大鹿村騒動記: о:сикамура соудоуки; англ. Someday) — японский фильм-драма, поставленный режиссёром Дзюндзи Сакамото в 2011 году. Ироничная и вместе с тем печальная история владельца закусочной и звезды местного театра кабуки Дзэна, который выходит из себя при посещении его бывшей женой Такако и другом детства Осаму, сбежавших вместе 18 лет назад. Фильм был детищем ведущего актёра японского кино 1970-х — начала 2000-х Ёсио Харады, который скончался в июле 2011 года вскоре после премьеры фильма в национальном прокате. Кинолента удостоена Гран-при 7-го кинофестиваля в Осаке, получила 8 номинаций на премию Японской киноакадемии, выиграв лишь в категории «Премия лучшему актёру 2011 года» — Ёсио Харада.

## Сюжет
Расположенная в горной местности префектуры Нагано, деревня Осика славится тем, что здесь вот уже 300 лет чтут традиции любительского театра кабуки, ежегодно показывая спектакль, к которому местные жители готовятся в течение года.
Главный герой Дзэн — владелец ресторана, в котором можно полакомиться олениной, он также является ведущим актёром театрального представления. Всё рушится в жизни Дзэна, когда незадолго до очередной премьеры спектакля, возвращается его бывшая жена Такако. Она сбежала от него 18 лет назад в Токио вместе с его старым другом Осаму. И вот теперь Такако повредилась рассудком, у неё амнезия, она всё время называет нынешнего супруга Дзэном, и Осаму уже более не зная, что с ней делать, привёз её назад к бывшему мужу.
На полном ходу идут репетиции перед премьерой, а Дзэн, приняв всё же Такако в свой дом, должен понять, — как ему теперь жить вновь со своей бывшей женой? Он не может сосредоточиться на репетициях пьесы и хочет уже отказаться от исполнения своей роли. По воле случая ещё один из актёров выбывает из проекта: работающий водителем автобуса Иппэй попал в аварию и госпитализирован. А он должен был играть в намечающемся спектакле главную женскую роль (в театральных представлениях кабуки в порядке вещей исполнение женских ролей мужчинами). Иппэй и его девушка Миэ уговаривают Дзэна всё же сыграть спектакль. А на главную женскую роль предлагают взять Такако. Она вполне могла бы заменить больного Иппэя, так как ранее уже играла эту роль. И как это ни странно при всей её амнезии, но роль свою она хорошо помнит… Дзэн поразмыслив, всё же соглашается с доводами и уговорами и в назначенный день он и его жена Такако вместе играют на сцене.

## В ролях
- Ёсио Харада — Ёси Кадзамацури (Дзэн)
- Митиё Оокусу — Такако Кадзамацури
- Иттоку Кисибэ — Мутира Но (Осаму)
- Такако Мацу — Миэ Ои
- Коити Сато — Иппэй Косида
- Сатоси Томиура — Дайдзи Район (Лайон)
- Эйта — Кандзи Сибаяма
- Рэндзи Исибаси — Кэнсан Сигэтакэ
- Итиро Огура — Мицуру Сибаяма
- Дэндэн — Итиро Асакавагэн
- Тораноскэ Като — Кэнта Хираока
- Такэхико Оно — Кадзуо Яматани
- Рэнтаро Микуни — Ёсикадзу Цуда, отец Такако

## Премьеры
- — национальная премьера фильма состоялась 11 июля 2011 года[1].
- — 13 ноября 2011 года впервые показан в США в рамках LA EigaFest: Ежегодного фестиваля новых японских фильмов[2].
- — 5 февраля 2012 года фильм демонстрировался в рамках конкурсного показа Кинофестиваля в Йокогаме[2].
- — 5 июля 2013 года впервые показан в Тайване[2].

## О фильме
Популярный японский киноактёр Ёсио Харада стал инициатором создания этого фильма, сюжет которого он узнал от его автора Хироси Нобуэ. Старый друг Харады, Дзюндзи Сакамото, с которым он уже неоднократно работал (фильмы «Нокаут!», 1989; «Эсминец без цели», 2005; «Затойчи: Последний», 2010 и др.) совместно с Харухико Араи написал сценарий и сам взялся за постановку. Кинолента снималась в реально существующей деревне префектуры Нагано, которая так же называется как и в японском оригинальном названии фильма (Ooshikamura soudouki) — Оосика-мура. Более 300 жителей поселения снимались в фильме в качестве массовки. Это последняя работа в кино большого актёра Ёсио Харады, умершего от пневмонии спустя неделю после премьеры фильма в Токио, которую он посетил будучи уже в инвалидной коляске. После его смерти, актёр был удостоен ряда посмертных наград, в том числе премий за лучшее исполнение мужской роли в этом фильме от Японской академии и от критиков журнала «Кинэма Дзюмпо». Спустя год в 2012 году на Japan Cuts (ежегодном Фестивале японских фильмов в Нью-Йорке), в дань памяти актёру был устроен показ его последнего фильма «Когда-нибудь».

## Награды и номинации
Премия Японской киноакадемии
- 35-я церемония вручения премии (2012)[4]

Выиграны:
- Премия лучшему актёру 2011 года — Ёсио Харада

Номинации в категориях:
- за лучший фильм
- за лучшую режиссёрскую работу — Дзюндзи Сакамото
- за лучший сценарий — Дзюндзи Сакамото, Харухико Араи
- за лучшее исполнение мужской роли второго плана — Иттоку Кисибэ
- за лучшую операторскую работу — Норимити Касамацу
- за лучшее освещение — Кадзуаки Кирия
- за лучшую работу звукооператора — Ясумаса Тэруи

Премия журнала «Кинэма Дзюмпо» (2012)
Выиграны:
- Премия лучшему актёру 2011 года — Ёсио Харада
- Премия за лучший сценарий — Дзюндзи Сакамото, Харухико Араи

Номинации в категориях:
- Номинация на премию за лучший фильм 2011 года, однако по результатам голосования кинолента заняла 2-е место, уступив фильму «Открытка» режиссёра Канэто Синдо.

7-й Кинофестиваль в Осаке (март 2012)
Выиграны:
- Премия за лучший фильм
- Премия за лучшую режиссёрскую работу — Дзюндзи Сакамото
- Премия за лучшую музыку к фильму — Горо Ясукава